# Ґодкув (Західнопоморське воєводство)
Ґодкув (пол. Godków) — село в Польщі, у гміні Хойна Грифінського повіту Західнопоморського воєводства.
Населення — 662 особи (2011).
У 1975-1998 роках село належало до Щецинського воєводства.

## Демографія
Демографічна структура станом на 31 березня 2011 року:
|          | Загалом | Допрацездатний вік | Працездатний вік | Постпрацездатний вік |
| -------- | ------- | ------------------ | ---------------- | -------------------- |
| Чоловіки | 319     | 69                 | 227              | 23                   |
| Жінки    | 343     | 81                 | 191              | 71                   |
| Разом    | 662     | 150                | 418              | 94                   |